# Старостина, Римма Фёдоровна
Ри́мма Фёдоровна Ста́ростина (укр. Римма Федорівна Старостіна; в девичестве — Атаманова; 24 мая 1938, Майкоп, Краснодарский край — 10 апреля 2022, Кременная, Луганская область) — советская и украинская легкоатлетка и тренер. Заслуженный тренер Украины, заслуженный работник физической культуры и спорта Украины, мастер спорта СССР.

## Биография
Родилась 24 мая 1938 года в Майкопе. Отец Фёдор Дмитриевич Атаманов родился в 1902 году, в 1941 году призван в армию, служил рядовым шофёром в 335-м гвардейском стрелковом полку 117-й гвардейской стрелковой дивизии, был награждён медалью «За боевые заслуги», умер в январе 1945 года в 2847-м эвакуационном госпитале от ранений. Его брат тоже погиб на фронте.

### Спортсменка
В пятнадцать лет начала заниматься спортом, в семнадцать установила рекорд города Майкопа в легкоатлетическом пятиборье (бег на 200 м, бег на 80 м с барьерами, толкание ядра, прыжки в длину и высоту). Позже становилась чемпионкой СССР и победительницей различных международных турниров в составе сборной страны.

### Образование
В 1961 году окончила медицинское училище, а в 1968 году — отделение Государственного центрального ордена Ленина Института физической культуры (ныне Национальный государственный университет физической культуры, спорта и здоровья имени П. Ф. Лесгафта), получив специальность тренера-преподавателя. В 1970-е годы по приглашению первого секретаря Луганского обкома КПУ Владимира Шевченко, Старостина переехала в Ворошиловград.

### Тренер
После завершения спортивной карьеры сначала работала с обычными спортсменами. Когда её попросили временно позаниматься с детьми-инвалидами, посвятила этому всю оставшуюся жизнь. С 1993 года работала тренером центра «Инваспорт» по лёгкой атлетике. За это время её воспитанники становились чемпионами и призёрами Паралимпийских игр, чемпионатов мира и Европы, международных турниров различного уровня, чемпионатов и кубков Украины, завоевав более 70 медалей и установив более 20 рекордов Украины, 5 — мировых и 3 — Паралимпийских игр. Среди её воспитанников:
- Александр Дорошенко[5] (метание копья и диска, толкание ядра) — заслуженный мастер спорта, многократный призёр чемпионатов Европы, мира и Паралимпийских игр;
- Оксана Кречуняк (бег на 100 и 200 м) — мастер спорта международного класса, многократная чемпионка мира и Европы, Паралимпийская чемпионка;
- Сергей Колос[англ.] (метание копья) — серебряный призёр Паралимпиады-2000 и чемпионата мира-2002;
- Николай Жабняк[6] (метание диска, толкание ядра) — мастер спорта международного класса, серебряный призёр Паралимпиады-2008, чемпион мира по метанию диска, многократный призёр чемпионатов мира и Европы;
- Виктория Ясевич[7] (метание диска) — мастер спорта международного класса, призёр международных соревнований, чемпионатов Европы, участница трёх Паралимпиад;
- Владимир Жайворонок[8] (метание диска) — мастер спорта международного класса, многократный чемпион Украины, бронзовый призёр чемпионата мира;
- Александр Алексеенко[9] (метание диска) — мастер спорта, многократный чемпион Украины.
- Андрій Сердюк (бег) - 36 років, легка атлетика.

Скончалась 10 апреля 2022 года в городе Кременная Луганской области Украины.

### Личная жизнь
В Ворошиловграде вышла замуж, в семье родилась дочь.
В 1995 году стала инвалидом и не обходилась без инвалидной коляски и костылей.

## Награды
- Награждена орденом Княгини Ольги 3-й степени, Почётной грамотой Кабинета Министров Украины, медалью «За заслуги перед Луганщиной» ІІІ степени.
- Почётный гражданин города Луганска (2005)[11].